# إيمرية برونتية
إيمرية برونتية (الاسم العلمي: Eimeria brunetti) هي نوع من أسناخ صبغية تتبع جنس الإيمرية من فصيلة الإيمريات.